# Opornica
Opornica (cyr. Опорница) – wieś w Serbii, w okręgu szumadijskim, w mieście Kragujevac. W 2011 roku liczyła 603 mieszkańców.